# Четиримата грубияни
„Четиримата грубияни“ (на венециански: I quatro rusteghi) е опера на италианския композитор Ермано Волф-Ферари, поставена за пръв път през 1906 година.
Либретото на Луиджи Сугана и Джузепе Пицолато, написано на венециански, е базирано на пиесата на Карло Голдони „Грубияните“ („I rusteghi“, 1760). В центъра на сюжета са четирима тесногръди мъже, чиито съпруги решават да им дадат урок, като уредят забранена от мъжете среща на две от децата им, които са сгодени.
Премиерата на операта е на 19 март 1906 година в Мюнхен. „Четиримата грубияни“ е поставена за пръв път в България през 1959 година от Драган Кърджиев под диригентството на Руслан Райчев в Софийската опера.